# 1858 în literatură
Anul 1858 în literatură a implicat o serie de evenimente și cărți noi semnificative.  

## Cărți noi
- Bjørnstjerne Bjørnson - Arne
- George Eliot - Scenes of Clerical Life
- Ernest-Aimé Feydeau - Fanny
- Catherine Gore - Heckington
- Catharine Maria Sedgwick - Memoir of Joseph Curtis
- Anthony Trollope - Doctor Thorne
- George MacDonald - Phantastes